# سوارتز (لوئیزیانا)

نقشه جغرافیایی سوارتز

سوارتز (به انگلیسی: Swartz) شهری در ایالت لوئیزیانا کشور ایالات متحده آمریکا است که جمعیت آن در سرشماری سال ۲۰۱۰ میلادی، ۴٬۵۳۶ نفر بوده‌است.